# Cusick (Washington)
Cusick  est une ville du comté de Pend Oreille dans l'état de Washington.
En 2010, sa population était de 207 habitants.
Cusick est le siège de la communauté indienne Kalispel.